# Electric Jam
Electric Jam è un album di brani inediti del cantautore italiano Pino Daniele, pubblicato il 27 marzo 2009.
Il rapper milanese J-Ax ha contribuito alla registrazione di Il sole dentro di me, singolo che ha anticipato l'uscita dell'EP.

## Tracce
1. Il sole dentro di me (feat. J-Ax) – 4:15
2. Dimentica – 4:16
3. Cuore di pietra – 3:57
4. Anime che girano – 4:09
5. Sesso e chitarra elettrica – 3:56
6. Io vivo fra le nuvole – 4:37

Durata totale: 25:10

## Formazione
- Pino Daniele - voce, chitarra acustica e chitarra elettrica
- Gianluca Podio - pianoforte, tastiera
- Greg Mathieson - pianoforte, organo Hammond
- Alfredo Paixão - basso
- Vinnie Colaiuta - batteria
- Nathan East - basso
- Alfredo Golino - batteria
- J-Ax - voce aggiuntiva (traccia 1)

## Classifiche

### Classifiche settimanali
| Classifica (2009) | Posizione massima |
| ----------------- | ----------------- |
| Italia            | 4                 |

### Classifiche di fine anno
| Classifica (2009) | Posizione |
| ----------------- | --------- |
| Italia            | 77        |